# Namoluk
Namoluk est un atoll des Mortlocks, dans les îles Carolines. C'est une municipalité du district éponyme, dans l'État de Chuuk, un des États fédérés de Micronésie. Il compte 410 habitants (2008) sur une superficie de 1 km². 
La Roussette des îles Truk (Pteropus insularis) est une espèce endémique.